# Сибирское отделение Российской академии наук
Сибирское отделение Российской академии наук (СО РАН) — крупнейшее региональное отделение РАН, которое обеспечивает научно-методическое руководство над деятельностью ряда организаций Российской академии наук, расположенных в Сибири. С 2014 года, согласно утверждённому президиумом Российской академии наук уставу, действует в форме федерального государственного бюджетного учреждения.

## История
Во время войны сотни учёных эвакуировались в Сибирь, и в 1943 году был создан Западно-Сибирский филиал АН СССР. Первоначально в ЗСФ допускалась работа учёных в различных городах. Но с 1948 большинство учёных работает в Новосибирске.
Образовано в мае 1957 года по инициативе академиков М. А. Лаврентьева, С. Л. Соболева и С. А. Христиановича. При организации отделения в его состав вошли научные учреждения Западно-Сибирского филиала АН СССР (образован в 1943 году), Восточно-Сибирского филиала АН СССР (образован в 1949 году), Якутского филиала АН СССР (образован в 1949 году), Дальневосточного филиала АН СССР (образован в 1932 году), а также Сахалинский комплексный НИИ АН СССР и Институт физики АН СССР в Красноярске.
В 1982 году Указом Президиума Верховного Совета СССР от 4 мая награждено орденом Ленина.
В 1999 году награждено орденом «Полярная Звезда».
Официальные названия:
- 1957 — Сибирское отделение Академии наук СССР (СО АН СССР)
- 1991 — Сибирское отделение Российской академии наук (СО РАН)

Председатели Сибирского отделения:
- 1957 — Лаврентьев, Михаил Алексеевич
- 1975 — Марчук, Гурий Иванович
- 1980 — Коптюг, Валентин Афанасьевич
- 1997 — Добрецов, Николай Леонтьевич
- 2008 — Асеев, Александр Леонидович
- 2017 — Пармон, Валентин Николаевич

## Статистические данные

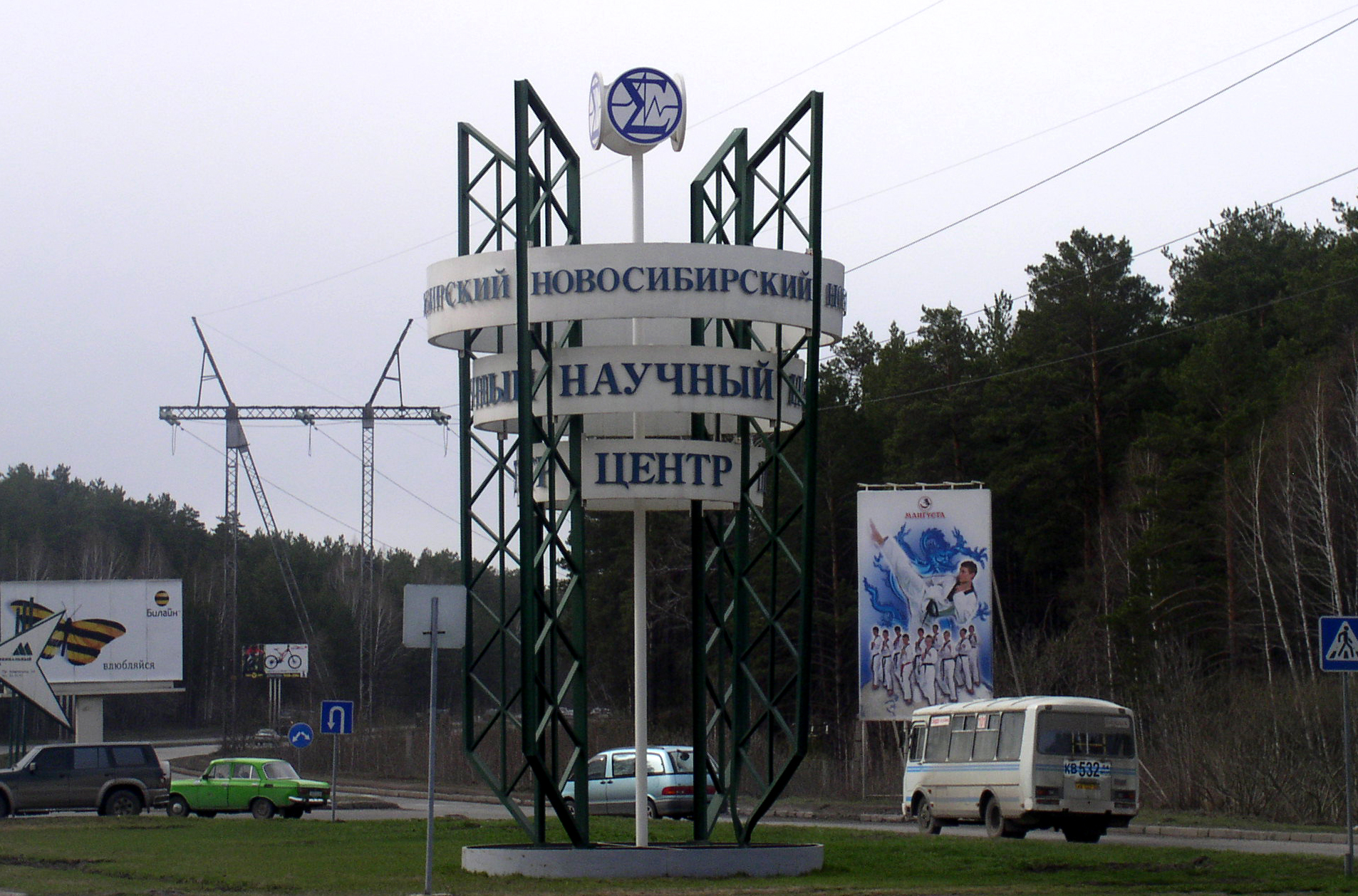

На начало марта 2022 года, в СО РАН состояло 200 членов РАН — 99 академиков и 101 член-корреспондент РАН. Всего в научных организациях СО РАН на тот момент было 11 472 научных работника, из них 2 339 докторов наук и 6 043 кандидата наук. Общая численность работающих — 31 140 человек.

## Структура
СО РАН включает в себя Новосибирский, Томский, Красноярский, Иркутский, Якутский, Улан-Удэнский, Кемеровский, Тюменский и Омский научные центры. Кроме того, в Барнауле, Бийске, Чите и Кызыле расположены отдельные институты Отделения. Крупнейший научный центр Отделения — Новосибирский, в котором работает порядка 50 % всех научных работников СО РАН. При СО РАН также действует Совет научной молодежи СО РАН.

### Новосибирский научный центр
- Еженедельник «Наука в Сибири»
- Западно-Сибирский филиал Института леса СО РАН
- Конструкторско-технологический филиал института гидродинамики им. Лаврентьева СО РАН
- Новосибирский филиал института водных и экологических проблем СО РАН
- Управление организации научных исследований СО РАН
- Геофизическая служба СО РАН
- Государственная публичная научно-техническая библиотека СО РАН
- Институт «Международный томографический центр» СО РАН
- Институт автоматики и электрометрии СО РАН
- Институт археологии и этнографии СО РАН
- Институт вычислительной математики и математической геофизики СО РАН
- Институт вычислительных технологий СО РАН
- Институт геологии и минералогии им. В. С. Соболева СО РАН
- Институт гидродинамики им. М. А. Лаврентьева СО РАН
- Институт горного дела СО РАН
- Институт истории СО РАН
- Институт катализа им. Г. К. Борескова СО РАН
- Институт лазерной физики СО РАН
- Институт математики им. С. Л. Соболева СО РАН
- Институт молекулярной и клеточной биологии СО РАН
- Институт неорганической химии им. А. В. Николаева СО РАН
- Институт нефтегазовой геологии и геофизики им. А. А. Трофимука СО РАН
- Институт почвоведения и агрохимии СО РАН
- Институт систем информатики имени А. П. Ершова СО РАН
- Институт систематики и экологии животных СО РАН
- Институт теоретической и прикладной механики им. С. А. Христиановича СО РАН
- Институт теплофизики им. С. С. Кутателадзе СО РАН
- Институт физики полупроводников им. А. В. Ржанова СО РАН
- Институт филологии СО РАН
- Институт философии и права СО РАН
- Институт химии твёрдого тела и механохимии СО РАН
- Институт химической биологии и фундаментальной медицины СО РАН
- Институт химической кинетики и горения им В. В. Воеводского СО РАН
- Институт цитологии и генетики СО РАН
- Институт экономики и организации промышленного производства СО РАН
- Институт ядерной физики им. Г. И. Будкера СО РАН
- Конструкторско-технологический институт вычислительной техники СО РАН
- Конструкторско-технологический институт научного приборостроения СО РАН
- Новосибирский институт органической химии им. Н. Н. Ворожцова СО РАН
- Центральный сибирский ботанический сад СО РАН
- Конструкторско-технологический институт прикладной микроэлектроники СО РАН (филиал ИФП СО РАН)
- Президиум СО РАН

### Томский научный центр
- Отдел проблем информатизации ТНЦ СО РАН
- Отдел структурной макрокинетики ТНЦ СО РАН
- Президиум Томского научного центра СО РАН
- Томский филиал Института нефтегазовой геологии и геофизики СО РАН
- Институт мониторинга климатических и экологических систем СО РАН
- Институт оптики атмосферы имени В. Е. Зуева СО РАН
- Институт сильноточной электроники СО РАН
- Институт физики прочности и материаловедения СО РАН
- Институт химии нефти СО РАН

### Красноярский научный центр
- Красноярский филиал Института теплофизики им. С. С. Кутателадзе СО РАН
- Президиум Красноярского научного центра СО РАН
- Институт биофизики СО РАН
- Институт вычислительного моделирования СО РАН
- Институт леса им. В. Н. Сукачёва СО РАН
- Институт физики им. Л. В. Киренского СО РАН
- Институт химии и химической технологии СО РАН
- Специальное конструкторско-технологическое бюро «Наука» КНЦ СО РАН

### Иркутский научный центр
- Иркутский филиал Института лазерной физики СО РАН
- Отдел региональных экономических и социальных проблем ИНЦ СО РАН
- Президиум Иркутского научного центра СО РАН
- Байкальский музей Иркутского научного центра СО РАН
- Институт географии им. В. Б. Сочавы СО РАН
- Институт геохимии им. А. П. Виноградова СО РАН
- Институт динамики систем и теории управления имени В.М. Матросова СО РАН[14]
- Институт земной коры СО РАН
- Институт систем энергетики им. Л. А. Мелентьева СО РАН
- Институт солнечно-земной физики СО РАН
- Иркутский институт химии им. А. Е. Фаворского СО РАН
- Лимнологический институт СО РАН
- Сибирский институт физиологии и биохимии растений СО РАН

### Якутский научный центр
- Президиум Якутского научного центра СО РАН
- Институт биологических проблем криолитозоны СО РАН
- Институт геологии алмаза и благородных металлов СО РАН[15]
- Институт горного дела Севера им. Н. В. Черского СО РАН
- Институт гуманитарных исследований и проблем малочисленных народов Севера СО РАН
- Институт космофизических исследований и аэрономии им. Ю. Г. Шафера СО РАН
- Институт мерзлотоведения им. П. И. Мельникова СО РАН
- Институт проблем нефти и газа СО РАН
- Институт физико-технических проблем Севера СО РАН

### Бурятский научный центр
- Отдел региональных экономических исследований БНЦ СО РАН
- Президиум Бурятского научного центра СО РАН
- Улан-Удэнский филиал Института динамики систем и теории управления СО РАН
- Улан-Удэнский филиал Института теплофизики СО РАН
- Байкальский институт природопользования СО РАН
- Геологический институт СО РАН
- Институт монголоведения, буддологии и тибетологии СО РАН
- Институт общей и экспериментальной биологии СО РАН
- Институт физического материаловедения СО РАН

### Кемеровский научный центр
- Кемеровский филиал Института теплофизики им. С. С. Кутателадзе СО РАН
- Кемеровский филиал Института вычислительных технологий Сибирского отделения Российской академии наук
- Кемеровский филиал Института химии твёрдого тела и механохимии СО РАН
- Президиум Кемеровского научного центра СО РАН
- Федеральный исследовательский центр угля и углехимии СО РАН
  - Институт угля и углехимии СО РАН
  - Институт экологии человека СО РАН
  - Институт угля ФИЦ УУХ СО РАН
  - Кемеровский центр коллективного пользования ФИЦ УУХ СО РАН

### Тюменский научный центр
- Западно-Сибирский филиал Института нефтегазовой геологии и геофизики им. А. А. Трофимука СО РАН
- Президиум Тюменского научного центра СО РАН
- Тюменский филиал Института теоретической и прикладной механики им. С. А. Христиановича СО РАН
- Институт криосферы Земли СО РАН
- Институт проблем освоения Севера СО РАН

### Омский научный центр
- Омский филиал Института археологии и этнографии СО РАН
- Омский филиал Института математики им. С. Л. Соболева СО РАН
- Омский филиал Института физики полупроводников СО РАН
- Президиум Омского научного центра СО РАН
- Институт проблем переработки углеводородов СО РАН

### Научные организации СО РАН в других городах Сибирского региона
- Алтайский филиал Центрального Сибирского ботанического сада СО РАН, с. Камлак, Республика Алтай
- Волгоградский филиал Института катализа им. Г. К. Борескова СО РАН
- Санкт-Петербургский филиал Института катализа СО РАН
- Телецкий научно-производственный филиал Института систематики и экологии животных СО РАН, с. Артыбаш, Республика Алтай
- Институт водных и экологических проблем СО РАН, г. Барнаул
- Институт природных ресурсов, экологии и криологии СО РАН, г. Чита
- Институт проблем химико-энергетических технологий СО РАН, г. Бийск Алтайского края
- Тувинский институт комплексного освоения природных ресурсов СО РАН

## Члены Сибирского отделения в 1958 году
Выборы 28.03.1958 года
действительные члены
1. И. Н. Векуа (математика)
2. П. Я. Кочина (механика)
3. В. Д. Кузнецов (физика)
4. А. И. Мальцев (математика)
5. Ю. Н. Работнов (механика)
6. В. С. Соболев (геология, география)
7. А. А. Трофимук (геология)
8. А. Л. Яншин (геология, география)

#### члены-корреспонденты
1. В. Н. Авдеев (автоматика и электротехника)
2. А. В. Бицадзе (математика),
3. Г. Б. Бокий (физикохимия)
4. Г. К. Боресков (физикохимия)
5. Г. И. Будкер (физика)
6. В. В. Воеводский (химия)
7. Н. Н. Ворожцов (химия)
8. Т. Ф. Горбачёв (горное дело и металлургия)
9. Э. И. Григолюк (механика)
10. Л. В. Канторович (экономика и статистика)
11. К. Б. Карандеев (автоматика и электротехника)
12. А. А. Ковальский (химия),
13. Ю. А. Косыгин (геология, география)
14. В. А. Кузнецов (геология и география)
15. Ю. А. Кузнецов (геология и география)
16. Н. Н. Некрасов (экономика и статистика),
17. А. В. Николаев (химия)
18. И. И. Новиков (теплотехника)
19. Б. И. Пийп (геология и география)
20. Г. А. Пруденский (экономика и статистика)
21. В. Н. Сакс (геология и география),
22. Б. С. Соколов (геология, география)
23. В. Б. Сочава (геология и география)
24. Э. Э. Фотиади (геология и геофизика)
25. Г. А. Хельквист (геология и география)
26. Ф. Н. Шахов (геология, география)
27. Н. А. Чинакал (горное дело и металлургия)

-